# جون ميلر (لاعب كرة قدم)
جون ميلر (بالإنجليزية: John Miller)‏ (و. 1993  م) هو لاعب كرة قدم أمريكية، من الولايات المتحدة، ولد في ميامي، يلعب كحارس ‏.

## التعليم
تعلم في Miami Central Senior High School ‏.